# 티시스
티시스(tsis)는 컴퓨터시스템 통합 자문, 구축, 관리를 전문으로 하는 기업이다. 부동산사업본부는 장충동 태광산업 사옥에 있고, SI사업부, ITO사업부는 서울특별시 중구 남대문로 15 흥국생명 남대문5호 별관 4층 ~ 12층에 있다. 대표자는 최창성이다.
시스템통합사업(SI), 소프트웨어개발, 컨설팅, 시스템 관리 및 판매, 별정통신산업, 콜센터 관련 용역, 정보통신공사, 네트워크 통합, 부동산관리 및 용역 등의 사업을 전개하고 있다.

## 역사
- 2004년 4월 태광그룹(태광산업계열기업집단)의 IT역량 고도화를 위해 "(주)태광시스템즈"로 설립됨
- 2009년 8월 "(주)태광시스템즈"에서 "주식회사 티시스"로 상호를 변경함